# Van der Plancke
Van der Plancke was een notabele en adellijke familie uit Brugge en omliggende.

## Genealogie
- Pierre-Jacques van der Plancke († 1798), x Marie de Meulenaere 
  - Pierre Jean François van der Plancke (1786-1830), x Caroline van den Bogaerde de Merelbeke (1788-1857)
    - Octave François van der Plancke (1813-1881), x Augusta van der Plancke, xx Albine van Maldeghem (1850-1906)
      - Pierre Octave van der Plancke (zie hierna)

  - François van der Plancke (° 1790), gemeenteraadslid van Brugge (1817), lid van de Provinciale Staten (1818), lid van de vrijmetselaarsloge 'La Réunion des Amis du Nord', x Walburge Bauwens (° 1791)
    - Frédéric van der Plancke (1819-1882), x Antoinette Emma de Marneffe (1827-1888)
      - Louis van der Plancke (zie hierna)

## Pierre Octave van der Plancke
- Pierre van der Plancke (1880-1957), burgemeester van Oostkamp, werd in 1898 opgenomen in de Belgische erfelijke adel. Hij trouwde in 1906 in Varsenare met Cécile van Caloen de Basseghem (1885-1956). Ze hadden negen kinderen.
  - Jean van der Plancke (1910-1996) trouwde in 1936 in Gent met Marthe Vandevelde (1911-1996). Het echtpaar bewoonde het kasteel Erkegem (voordien genoemd 'de Herten') in Oostkamp. Het kreeg vier kinderen, met afstammelingen tot heden.
  - Elisabeth van der Plancke (1916-1981), religieuze onder de naam Mère Marie-Emmanuel.
  - Philippe van der Plancke (1918-2007), bestuurder van vennootschappen binnen de Groep Lambert, voorzitter van de Vereniging voor de bescherming van het cultureel onroerend erfgoed, trouwde in 1951 in Oostkamp met barones Sabine van der Bruggen (1931- ) met wie hij twee dochters kreeg. In 1991 verkreeg hij de persoonlijke titel ridder.

## Louis van der Plancke
- Louis Frédéric Auguste Marie van der Plancke (Brugge, 7 november 1846 - Melle, 5 januari 1901) werd schepen van Brugge. In 1898 werd hij samen met zijn neef Pierre Octave opgenomen in de Belgische erfelijke adel. Hij trouwde in Gent in 1883 met Augusta de Hemptinne (1862-1925), dochter van volksvertegenwoordiger Jules de Hemptinne.
  - Suzanne van der Plancke (1886-1961), kanunnikes in het Engels Klooster.
  - Albert van der Plancke (1887-1916) trouwde in 1911 in Merelbeke met Elisabeth Ysebrant de Lendock (1890-1981). Het echtpaar kreeg twee dochters. Albert sneuvelde tijdens de Eerste Wereldoorlog. Deze familietak is uitgedoofd.